# Arisaka tip 30
Arisaka tip 30 je japonska puška repetirka, ki je bila v japonsko vojsko sprejeta leta 1897. Tip 30 lahko hitro prepoznamo po kljukasti varovalki na zadnjem delu zaklepa. V Japonski vojski je zamenjala repetirko Murata tip 22 (uvedeno leta 1887), ki je uporabljala cevasto nabojišče in naboje polnjene s črnim smodnikom.
Puška je dobila ime po letu uvedbe od začetka vladanja cesarja Meidžia, saj je bilo leto 1897 njegovo 30. leto vladanja.

## Uporabniki
- Avstro-Ogrska[3]
- Japonska
- Rusko cesarstvo

## Galerija
- Prizori iz rusko-japonske vojne, kjer je Japonska vojska uporabljala predvsem puške tip 30.
- Japonski vojaki v jarkih, leto 1904.
- Japonski vojaki nosijo ranjenca.
- Japonski napad na ruske položaje.
- Zložene puške ob počitku.